# Genetisering
Genetisering is het herleiden van verschillen tussen mensen tot genetische oorzaken. De term is afkomstig van Abby Lippman, die deze in 1991 introduceerde als:
Geneticization refers to an ongoing process by which differences between individuals are reduced to their DNA codes, with most disorders, behaviours and physiological variations defined, at least in part, as genetic in origin. :19
Deze definitie wijst dus op genetisch reductionisme door alles te herleiden naar genetica, op genetisch determinisme waarbij omgevingsinvloeden worden verwaarloosd en op genetisch essentialisme waarbij de genen gelijk worden gesteld aan de identiteit. Lippman stelde dan ook dat de menselijke biologie onterecht gelijk werd gesteld met de menselijke genetica. Potentiële gevolgen zouden zijn:
- medicalisatie van genetica
- het onderscheiden van mensen op basis van genetische variatie
- ziektes ten onrechte als genetisch te bestempelen in plaats van als sociaal, structureel of ecologisch
- politieke economie van ziektevoorspelling en -preventie
- keuzes op basis van prenatale diagnostiek

Genetisering zou zo bij kunnen dragen aan discriminatie, stigmatisering en ongelijkheid.
Volgens Michael Arribas-Ayllon overdrijft deze interpretatie het essentialiserende karakter van genetisering.
In de praktijk is het genetisch reductionisme zeldzaam, aangezien de meeste verschillen tussen mensen niet te herleiden zijn tot hun DNA en ziektebeelden niet tot een enkel gen.:11 Een extreem geval is taaislijmziekte, dat voor zo'n 70% wordt veroorzaakt door een mutatie van ΔF508 op chromosoom 7, maar nog honderden mutaties kunnen de ziekte ook veroorzaken.
Daniel Navon maakt bij diagnoses onderscheid tussen::56-58
- Genetisering, waarbij de klinische diagnostische criteria van een bestaande medische aandoening vrijwel geheel overeenkomen met het genotype, zoals het syndroom van Down met trisonomie-21
- Herijking, waarbij de klinische diagnostische criteria en nosologie van een bestaande medische aandoening worden aangepast om overeen te komen met het genotype, zoals het syndroom van Williams. Toen in de jaren 1990 bekend werd dat er sprake was van een 7q11.23-microdeletie, bleek een deel van de mensen die wel voldeed aan de klinische criteria de microdeletie niet te hebben en andersom
- Unificatie of samenvoeging, waarbij verschillende diagnoses met uiteenlopende klinische criteria worden samengevoegd tot een nieuwe genoomaanduiding, zoals het 22q11.2-duplicatiesyndroom en het velocardiofaciaal syndroom
- Splitsing of fragmentatie, als bij een bestaand syndroom een nieuwe groep of subgroep wordt gevormd. Zo worden mensen met autisme of een X-chromosoomgebonden verstandelijke beperking (XLMR) die een te lange trinucleotide-herhaling hebben bij Xq27.3 ingedeeld bij het fragiele-X-syndroom
- Genoomaanduiding, waarbij een genotype niet een bestaande klinische diagnose verklaart, zodat er een nieuwe wordt benoemd, zoals het syndroom van Phelan-McDermid met een 22q13.3-deletie

Dit volgt de genotype-eerst-benadering, waarbij niet het fenotype of de symptomen, maar het genotype leidend is om ziektes te beschrijven. Uit onder meer het 1000 Genoomproject bleek dat er naast miljoenen kleinere mutaties ook potentieel pathogene varianten zijn zoals copynumbervariaties.:11

## Autisme
Genetisering heeft onder meer de diagnose van autisme belangrijk veranderd. De eerste beschrijving was van Leo Kanner in 1943 die het gedrag van elf kinderen beschreef en zo tot een nieuw syndroom kwam. De symptomen waren een fascinatie voor voorwerpen en onverschilligheid voor mensen, eetproblemen in de kindertijd, angst voor harde geluiden, afstandelijkheid en ontoegankelijkheid en het sterk vasthouden aan een vaste herhalende routine. Verder hadden zij goede cognitieve mogelijkheden, die echter moeilijk zichtbaar konden zijn. Kanner zag het onvermogen om zich op de gewone manier te verhouden tot mensen en situaties als belangrijkste element van autisme. Hoewel hij aanwijzingen voor een aangeboren oorzaak zag, meende hij ook een gebrek aan warmte bij intellectuele ouders te zien. De door Bruno Bettelheim populair geworden koelkastmoedertheorie werd in de jaren 1960 weliswaar verlaten, maar had de diagnose niet geholpen, aangezien weinig ouders zich hierdoor aangesproken voelden. De theorie stimuleerde wel Bernard Rimland, een psycholoog met een autistische zoon, te opperen dat autisme een genetische oorzaak had en niet aan de ouders lag. De verminderde stigmatisering leidde tot een sterke toename van het aantal diagnoses, maar ook bredere diagnosecriteria.
In 1977 bleek uit onderzoek van Susan Folstein en Michael Rutter dat overerfbaarheid statistisch waarschijnlijk was. Bij broers en zussen van iemand met autisme werd in 2% van de gevallen ook autisme vastgesteld, zo'n 50 maal hoger dan bij de algemene bevolking. Daarnaast werd een familiegeschiedenis van spraakachterstand in ongeveer een kwart van de gezinnen aangetroffen. Bij nader onderzoek van 21 tweelingen bleek bij eeneiige tweelingen in 36% van de gevallen de andere tweeling ook autisme te hebben en bij twee-eiige tweelingen geen van de andere. Daarnaast werd bij 82% van de eeneiige tweelingen een cognitieve afwijking aanwezig te zijn, tegenover 10% bij de twee-eiige tweelingen, wat een overerfbaarheid van 80% betekent.
De tweede bevinding impliceerde dat het genetische verband meer was dan alleen het klassieke Kanner-autisme en dat het fenotype ook breder was dan dat van Kanner. Nieuwe diagnostische criteria volgden dan ook snel, in 1977 van Edward Ritvo en Betty Jo Freeman voor de National Society for Autistic Children, van Rutter het jaar erop, van Lorna Wing en Judith Gould in 1979 en in 1980 van Eric Schopler et al. en DSM-III. Ritvo, Rutter, Wing en Schopler voegden de criteria van Wing in 1987 toe aan DSM-III-R. De bredere definitie leidde ertoe dat de schattingen van het aanvankelijk zeldzaam geachte autisme opliepen tot zelfs 1 op 100.:143
| Syndroom                     | Locus   | Mutatie                               | Gepubliceerd | Eerste cognitieve fenotype | Eerste publicatie autisme | Gemiddelde incidentie autismespectrum | Gemiddelde incidentie autismespectrum | Gemiddelde incidentie autismespectrum |
| Syndroom                     | Locus   | Mutatie                               | Gepubliceerd | Eerste cognitieve fenotype | Eerste publicatie autisme | voor 1990                             | 1991-2000                             | 2001-2012                             |
| ---------------------------- | ------- | ------------------------------------- | ------------ | -------------------------- | ------------------------- | ------------------------------------- | ------------------------------------- | ------------------------------------- |
| 2q37-deletiesyndroom         | 2q37    | Deletie                               | 1989         | 1989                       | 1992                      |                                       | 12,5%                                 | 52,7%                                 |
| Cri-du-chatsyndroom          | 5p      | Deletie                               | 1963         | 1963                       | 1994                      |                                       |                                       | 39,6%                                 |
| Syndroom van Williams        | 7q11.2  | Deletie                               | 1993         | 1993                       | 2006                      |                                       |                                       | 26,0%                                 |
| WAGR-syndroom                | 11p13   | Deletie                               | 1978         | 1978                       | 1995                      |                                       |                                       | 29,9%                                 |
| Syndroom van Smith–Magenis   | 17p11.2 | Deletie                               | 1982         | 1984                       | 1986                      |                                       |                                       | 76,0%                                 |
| Syndroom van Potocki–Lupski  | 17p11.2 | Duplicatie                            | 1991         | 1992                       | 2000                      |                                       | 14,3%                                 | 51,7%                                 |
| Velocardiofaciaal syndroom   | 22q11.2 | Deletie                               | 1981         | 1982                       | 1998                      |                                       |                                       | 30,4%                                 |
| Syndroom van Phelan-McDermid | 22q13.3 | Deletie                               | 1988         | 1988                       | 2000                      |                                       |                                       | 38,7%                                 |
| Fragiele-X-syndroom          | Xq27.3  | CGG trinucleotide-herhalingen in FMR1 | 1969         | 1969                       | 1980                      | 22,2%                                 | 21,5%                                 | 41,7%                                 |
| Syndroom van Turner          | X       | Deletie                               | 1959         | 1959                       | 1997                      |                                       | 3,5%                                  | 0,0%                                  |
| Syndroom van Klinefelter     | X       | Duplicatie                            | 1959         | 1959                       | 1999                      |                                       |                                       | 17,2%                                 |
| XYY-syndroom                 | Y       | Duplicatie                            | 1961         | 1962                       | 1971                      |                                       |                                       | 37,4%                                 |
| XXYY-syndroom                | XY      | Duplicatie                            | 1961         | 1961                       | 1977                      |                                       |                                       | 41,4%                                 |

Autisme werd ook bij steeds meer syndromen aangetroffen, wat een verdere aanwijzingen was voor de overerfbaarheid. Het fragiele-X-syndroom speelde hierbij een belangrijke rol. Zo werd tijdens een studie in 1986 door Randi Hagerman et al. gevonden dat een groot deel binnen de criteria voor autisme vielen van DSM-III. De aanpassing van de diagnostische criteria was hier essentieel, want niemand voldeed aan de criteria van het klassieke Kanner-autisme. Er was dan ook aanvankelijk de nodige weerstand tegen het idee dat het syndroom gepaard ging met autisme. Het bleef niet bij dit ene syndroom. Hoewel Folstein en Rutter niet uitgingen van eenvoudige Mendeliaanse overerving, dachten zij aanvankelijk nog dat het aantal betrokken genen of meer specifiek loci beperkt was. Gaandeweg bleek er echter sprake te zijn van een zeer sterke genetische heterogeniteit, zoals het geval bij de meeste aandoeningen.:144-148
Zo waren er in 2011 103 genen en 44 loci geïdentificeerd die gerelateerd zijn aan autisme. In 2014 kwam een groot onderzoek tot 124 genen en 55 loci. Bij veel van die aandoeningen heeft maar een klein deel autistische kenmerken en geen enkele aandoening kent 100% autisme. Ook valt maar zo'n 15-20% van de diagnoses van autisme samen met zo'n aandoening, wat duidelijk maakt hoed groot de heterogeniteit is.
De genetisering van syndromen geassocieerd met autisme volgde verschillende routes. Zo ging het van een verstandelijke beperking naar een comorbide diagnose in het geval van het syndroom van Phelan-McDermid, van hypersocialiteit en opmerkelijke kwaliteiten in taal naar problemen met taal en het onderhouden van sociale relaties in het geval van het syndroom van Williams en van milde gedragsproblemen en enigszins lagere IQ-scores naar hoge scores op het autismespectrum bij het XYY-syndroom.:140
Rutter zag als enkele voordelen van het genetisch onderzoek dat de heersende opvattingen over de aard van autisme waren veranderd, dat het fenotype beter omschreven werd en dat de neurologische processen beter begrepen werden en daarmee behandeling beter mogelijk werd.